# Площа Нахімова
Площа Нахімова — головна площа Севастополя, складова центрального міського кільця міста.
Розташована в Ленінському районі Севастополя, від неї починаються Приморський і Матроський бульвари, проспект Нахімова і вулиця Леніна.
На площі традиційно проходять головні громадські, культурні, політичні заходи міста, періодично споруджується сцена.
Половина площі є пішохідною.
Входить у Центральне міське кільце Севастополя.

## З історії площі
Від майдану, який нині носить ім'я Нахімова, починався Севастополь як такий. Тут були побудовані перші новобудови міста.
Першою назвою площі була Катерининська, потім Нахімова.
Майдан чимало разів змінював назву за СРСР — площа Праці (1921—28), Третього Інтернаціоналу (1928—32), Леніна (1932—46), Парадів (1946—51), нарешті від 1959 року і понині — знову площа Нахімова.

## Транспорт
- Зупинка наземного громадського транспорту «Площа Нахімова» обслуговується автобусами, маршрутними таксі, тролейбусом (тролейбусні маршрути № 1, 5, 6, 7, 9А, 10, 12, кільцевий).
- Пасажирський катер сполученням на Північну сторону (площа Захарова, селище Голландія) та Інкерман.
- Севастопольський морський торговельний порт.

## Історико-архітектурні пам'ятки
- У середині майдану встановлений на пам'ятник Нахімову — уперше з'явився тут у 1898 році за присутності російського імператора Миколи II; знесено в 1928 році, сучасний монумент був споруджений у 1959 році.
- Графська пристань (1846, архітектор Дж. Уптон, пізніше двічі відновлювалася після повного руйнування).
- У пам'ять про 200-річчя міста на площі встановлено кам'яний знак (1983, автори Г. Кузьмінський, А. Гладков).
- Меморіал героїчної оборони Севастополя 1941–1942 років. (1967, архітектор І. Фіалко, скульптор В. Яковлєв) — побудований на місці, де раніше були розташовані Загальні збори флагманів і капітанів (1847, архітектор А. П. Брюллов, під час Кримської війни тут містився головний перев'язувальний пункт, в якому працював хірург Пирогов), згодом Морські збори (1887, головний аристократичний клуб дореволюційного Севастополя).
- Монументальна міська дошка пошани (1952, архітектори А. Ларіонова, Д. Меншиков)[1]
- Спортивний клуб Чорноморського флоту Росії — спочатку водна станція, побудована в 1933 році, трибуни для глядачів парадів в День ВМФ споруджені в 1977 році (архітектор Ю. І. Брауде)[2]
- Будівля колишнього готелю Кіста (1891 рік) у стилі неокласицизму.

## Галерея

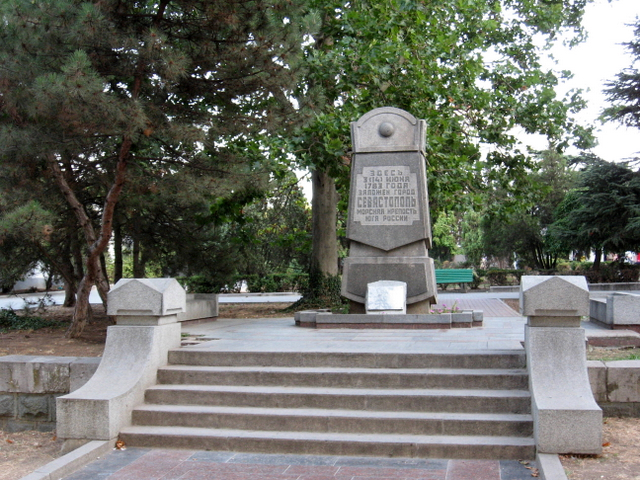
Пам'ятний знак на честь 200-ліття міста
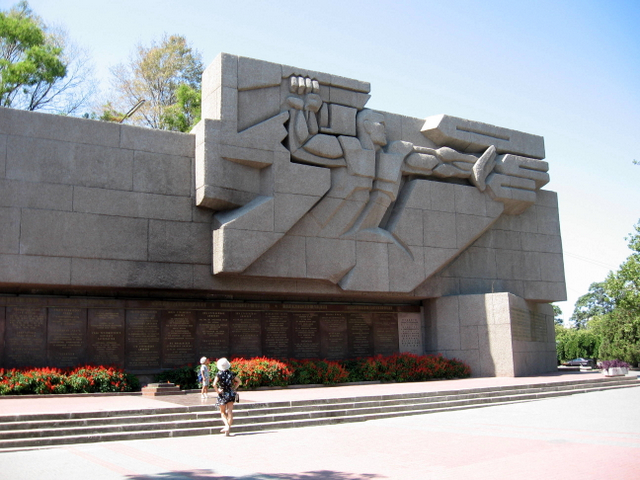
Меморіал на честь героїв другої оборони Севастополя
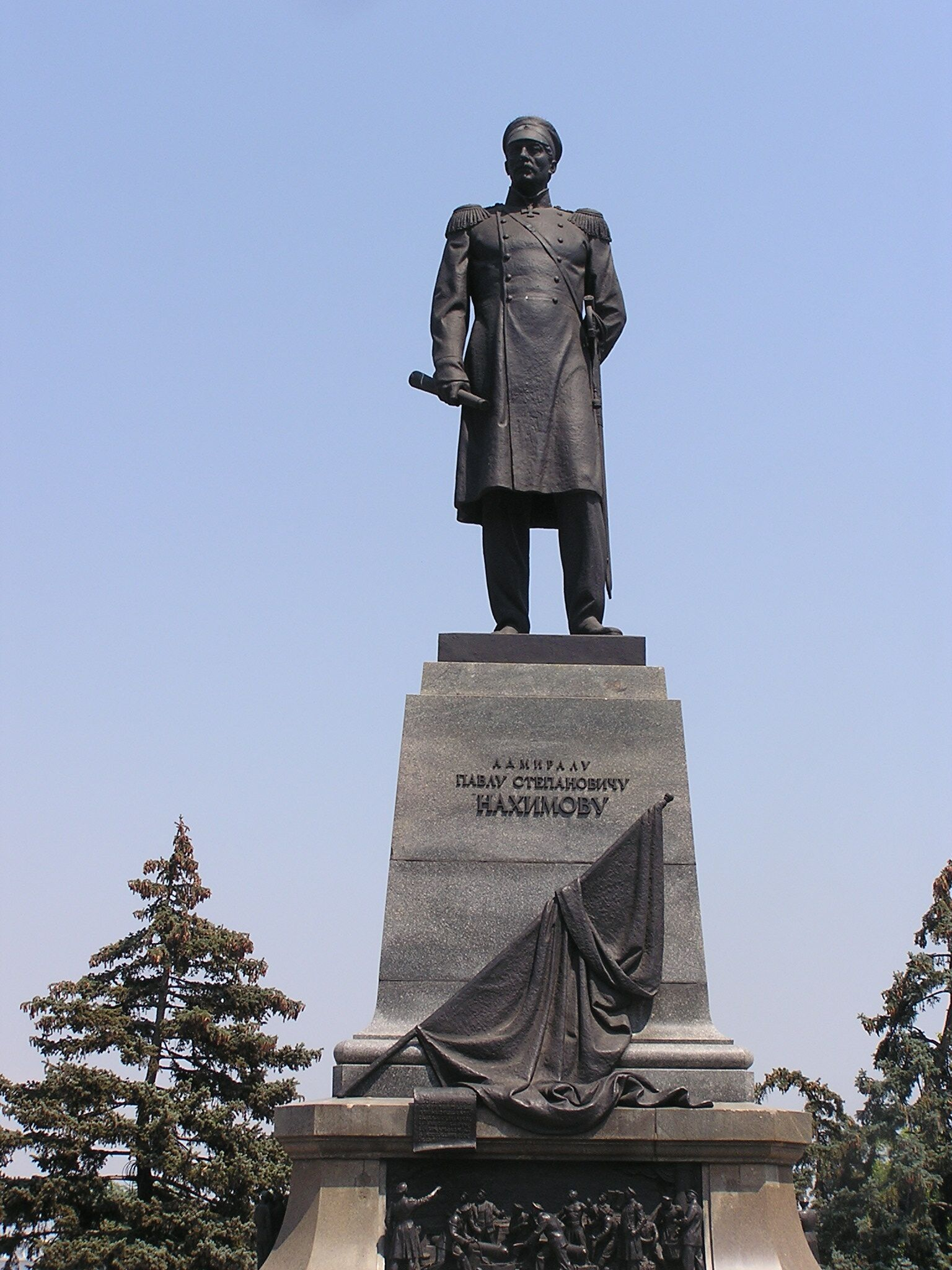
Пам'ятник Нахімову
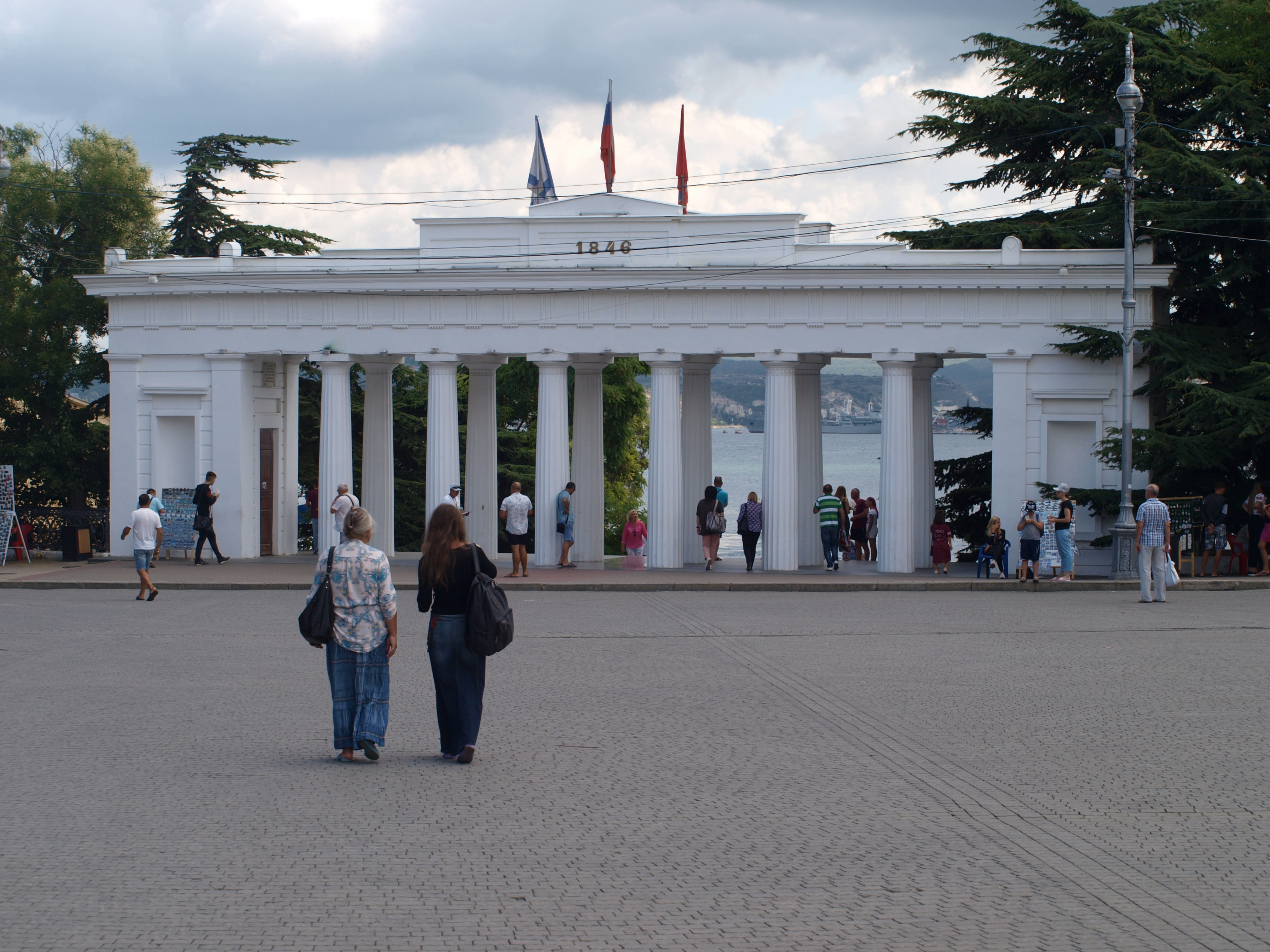
Колонада Графської пристані